# Okręg wyborczy Wareham
Okręg wyborczy Wareham powstał w 1302 r. i wysyłał do angielskiej, a następnie brytyjskiej, Izby Gmin dwóch deputowanych. W 1832 r. liczbę mandatów przypadających na okręg zmniejszono do jednego. Okręg obejmował miasto Wareham w hrabstwie Dorset. Został zlikwidowany w 1885 r.

## Deputowani do brytyjskiej Izby Gmin z okręgu Wareham

### Deputowani w latach 1302–1660
- 1604–1611: Robert Napier
- 1628–1629: Gerrard Napier

### Deputowani w latach 1660–1832
- 1660–1679: George Pitt
- 1660–1679: Robert Culliford
- 1679–1698: Thomas Erle, wigowie
- 1679–1685: George Savage
- 1685–1689: George Ryves
- 1689–1690: Thomas Skinner
- 1690–1695: William Okeden
- 1695–1701: Thomas Trenchard
- 1698–1702: George Pitt
- 1701–1701: Thomas Erle, wigowie
- 1701–1701: Edward Ernle
- 1701–1718: Thomas Erle, wigowie
- 1702–1704: Josiah Child
- 1704–1705: Edward Ernle
- 1705–1710: George Pitt
- 1710–1713: Edward Ernle
- 1713–1715: George Pitt
- 1715–1722: George Pitt młodszy
- 1718–1722: Henry Drax
- 1722–1729: Edward Ernle
- 1722–1729: Joseph Gascoigne
- 1729–1734: Nathaniel Gould
- 1729–1734: Thomas Tower
- 1734–1748: Henry Drax
- 1734–1747: John Pitt of Encombe
- 1747–1748: Thomas Erle Drax
- 1748–1754: Robert Banks Hodgkinson
- 1748–1751: John Pitt of Encombe
- 1751–1754: Henry Drax
- 1754–1761: William Augustus Pitt
- 1754–1755: Henry Drax
- 1755–1761: Edward Drax
- 1761–1768: Thomas Erle Drax
- 1761–1768: John Pitt of Encombe
- 1768–1768: Ralph Burton
- 1768–1774: Robert Palk
- 1768–1774: Whitshed Keene
- 1774–1774: Thomas de Grey
- 1774–1780: William Gerard Hamilton
- 1774–1780: Christopher D’Oyly
- 1780–1784: John Boyd
- 1780–1790: Thomas Farrer
- 1784–1786: Charles Lefebure
- 1786–1790: John Calcraft
- 1790–1799: Robert Spencer
- 1790–1796: Richard Smith
- 1796–1796: Charles Ellis
- 1796–1800: Godfrey Vassall
- 1799–1802: Joseph Chaplin Hankey
- 1800–1806: John Calcraft
- 1802–1807: Andrew Strahan
- 1806–1807: Jonathan Raine
- 1807–1808: Granby Calcraft
- 1807–1812: John Ward, torysi
- 1808–1812: Samuel Romilly, wigowie
- 1812–1818: Robert Gordon
- 1812–1818: Theodore Henry Broadhead
- 1818–1831: John Calcraft, wigowie
- 1818–1820: Thomas Denman, wigowie
- 1820–1826: John Hales Calcraft, torysi
- 1826–1830: Charles Baring Wall
- 1830–1831: James Ewing, wigowie
- 1831–1832: Granby Hales Calcraft, wigowie
- 1831–1832: Charles Wood, wigowie

### Deputowani w latach 1832–1885
- 1832–1841: John Hales Calcraft, Partia Konserwatywna
- 1841–1857: John Erle-Drax, wigowie, od 1852 r. Partia Konserwatywna
- 1857–1859: John Hales Calcraft, wigowie
- 1859–1865: John Erle-Drax, Partia Konserwatywna
- 1865–1868: John Hales Montagu Calcraft, Partia Liberalna
- 1868–1880: John Erle-Drax, Partia Konserwatywna
- 1880–1885: Montague Guest, Partia Liberalna